# 弗里德姆鎮區 (明尼蘇達州)
弗里德姆鎮區（英語：Freedom Township）為美國明尼蘇達州沃西卡縣轄下的鎮區。2010年美国人口普查中此鎮區人口有326人。

## 地理
弗里德姆鎮區涵蓋總面積為94平方（36.2平方英里），其中陸地面積為93平方（36.0平方英里），水域面積為0.52平方（0.2平方英里）或1.64%。海拔高度1,063英尺（324）。

## 人口統計
根據2010年美國人口普查，弗里德姆鎮區人口有326人，其中男性有180人，女性有146人，人口密度為每平方公里4.3人，住房計146戶。鎮區內的白人有319人，非裔美國人有0人，美洲原住民有0人，亞裔美國人有0人，太平洋島裔美國人有0人，其他種族有4人，混血種族則有3人。此外鎮區內有5人為西班牙裔或拉丁裔美國人。此鎮區之年齡中位數為51.2歲，而男性年齡中位數為49.8歲，女性年齡中位數為53歲。
此鎮區內年齡未滿18歲之居民有59人；年齡介於20歲至24歲之間者有13人；年齡介於25歲至34歲之間者有26人；年齡介於35歲至49歲之間者有50人；年齡介於50歲至64歲之間者有89人；年齡超過65歲者有82人。

## 交通

### 主要公路
- 83號明尼蘇達州州道